# Vallourec
Vallourec S.A. er en fransk multinational fremstillingsvirksomhed med hovedkvarter i Meudon, Paris. De producerer stålrør, slanger, bildele og rustfrit stål, som de sælger til kunder indenfor energi, konstruktion, bilindustri og mekanisk industri. I 2022 havde Vallourec 17.000 ansatte og afdelinger i 20 lande.